# Коначно поље
У математици, коначно поље или GF (тако назван у част француског математичара Евариста Галоа)- је поље које садржи коначан број елемената. Као и у било ком пољу, коначно поље је скуп, у ком су операције множења, сабирања, одузимања и дељења утврђена и задовољавају одређена основна правила. Најчешћи примери коначних поља су у целим бројевима по модулу p када p је прост број.
Број елемената коначног поља се зове га ред. Коначно поље реда q постоји, ако и само ако је ред q - степен простог броја p^k (где p је прост број, а k - позитиван цео број). Сва поља овог реда су изоморфна. У пољу реда p^k, додавањем p примерака било ког елемента увек резултује нулом; p је карактеристика поља.
Код коначног поља реда q, полином X^q − X поседује q елементе коначног поља као корене. Ненулти елементи коначног поља граде мултипликативну групу. Ова група је циклична, тако да се сви ненулти елементи могу приказати као степени једног елемента званог примитивни елемент поља ( уопштено постоји неколико примитивних елемената задатог поља).
Поље садржи, по дефиницији, комутативну операцију множења. Општа алгебарска структура, која задовољава све остале аксиоме поља, али чија операција множења не мора да буде комутативна се зове прстен дељења (у енглеској литератури skew field). Према Ведербурновој теореми, сваки коначан прстен дељења треба да буде комутативан и, самим тим, коначно поље. Овај показује да ограничење коначности може имати алгебарске последице.
Коначна поља су фундаментална у неколико области математике и информатике, укључујући теорију бројева, алгебарски геометрије, Галоа теорије, геометрије коначних тела, криптографија и теорије кодирања.

## Дефиниције, први примери и основна својства
Коначно поље је коначан скуп дефинисан са четири операције: множење, сабирање, одузимање и дељење (изузето дељење са нулом) која задовољавају правила аритметике, позната као аксиоми поља. Најједноставнији примери коначних поља су проста поља: за сваки прост број p, поље GF(p) (такође означен Z/pZ, {\displaystyle }или Fp) реда (то јест величина) p се лако гради као цео број по модулу p.
Елементи простог поља се могу представити целим бројевима у опсегу од 0, ..., p − 1. Збир, разлика и производ се израчунавају узимањем остатка са p целобројног резултата. Мултипликативни инверзни елемент се може израчунати коришћењем напредног алгоритма еуклидске геометрије (видети Проширени Еуклидов алгоритам § Notes).
Нека је F - коначно поље. За било који елемент x из F и било који цео број n означимо n⋅x као збир n копија x. Најмањи позитивни n, такав да је n⋅1 = 0 мора да постоји и он је прост број; ово је карактеристика поља.
Ако је p карактеристика F, можемо помножити елемент k из GF(p) са елементом x од F {\displaystyle } избором целог броја представника k елемента. Ово множење пребацује F у GF(p)-вектор простор. Одавде следи да је број елемената F поља: pn за неки цео n.
За сваки прост број p и сваки позитиван цео број n постоји коначно поље реда pn и сва поља овог реда изоморфна. Тако мо одредити сва поља реда pn, тако да је јединствено означен {\displaystyle }, Fpn или GF(pn), где су слова " ГФ " значи "поље Галоис".
{\displaystyle }

### Пример
Поље GF(64) има неколико занимљивих особина, које мања поља немају: оно има две подобласти такве да се ниједна не садржи у другој; нису сви генератори (елементи са минималним полиномом степена 6 над GF(2)) примитивни елементи; такође нису сви примитивни елеменати у вези Галоа групе.
Ред овог поља 26 и делитељи 6 су 1, 2, 3, 6, подпоља GF(64) су GF(2), GF(22) = GF(4), GF(23) = GF(8) и GF(64) . А 2 и 3 су прости бројеви, пресек GF(4) и GF(8) у GF(64) је просто поље GF(2).

### Веза са другим класама комутативних прстена
Коначна поља се налазе у следећем ланцу циклуса:
комутативни прстенови ⊃ интегрални домени ⊃ интегрални затворени домени ⊃ GCD домени ⊃ јединствени факторизациони домени ⊃ принципални идеални домени ⊃ Еуклидови домен ⊃ поља ⊃ коначна поља